# Stephan Wilke
Stephan Wilke (* 1961 in Berlin) ist ein deutscher Schauspieler und Regisseur.

## Leben und Werk
Nach dem Abitur am Canisius-Kolleg studierte Wilke Theologie und Philosophie an der Universität Bonn, bevor er Schauspielunterricht bei Erika Dannhoff nahm. Seine Bühnentätigkeit begann mit einem Festengagement am Fränkischen Theater in Maßbach von 1983 bis 1987. Danach spielte er an die Lore-Bronner-Bühne in München, tourte als Mitglied der Berliner Compagnie drei Jahre lang durch mehrere europäische Länder und war in dieser Zeit Mitbegründer einiger Initiativen der internationalen Friedensbewegung. 1990 spielte er den Söller in den Mitschuldigen am Goethe-Theater in Frankfurt am Main, 1991 den Edward in einer Adolfo-Assor-Inszenierung von Pinters Ein leichter Schmerz am Garn-Theater in Berlin. Danach gehörte Wilke neun Jahre lang dem Ensemble der Berliner Kammerspielen an. Wilke gastierte weiters unter anderem am Hansa-Theater in Berlin, im Theater Unten Drunter in Buckow in der Märkischen Schweiz, bei den Robin-Hood-Festspielen im Boitzenburger Land, sowie bei den renommierten Klosterfestspielen Hirsau. 2000–2001 sowie 2003–2014 verkörperte er alljährlich den Koch in Brigitte Grothums Jedermann-Inszenierung im Berliner Dom.
Sein Repertoire umfasst weit über hundert Rollen aller Genres und eine große Spannbreite: vom Klatschreporter Ribheiro in Nelson Rodriques’ Der Kuss im Rinnstein über den Holländer-Michel in Hauffs Das kalte Herz, der mit dem Bösen im Bunde steht, über Wagner und Valentin im Faust, den skurrilen Graf Orsini-Rosenberg in Shaffers Amadeus und den Erzähler in der Rocky Horror Show bis zum in den Wahnsinn getriebenen Ehemann in Courtelines Sie und Er. 
In Film und Fernsehen arbeitete er mit Regisseuren wie Karin Brandauer und Heiner Carow, er war u. a. in den RTL-Serie Balko und Hinter Gittern, in der ARD-Kriminalserie SOKO Wismar und der Sat.1-Comedy Spezialeinsatz zu sehen.
Als Regisseur debütierte er bei den Festspielen in Ellwangen mit einer eigenen Dramatisierung von Schnitzlers Fräulein Else. In den letzten Jahren arbeitete er zunehmend mit Jugendlichen und inszenierte mehrere Musicals von Gerd-Peter Münden (Bileam, Daniel in der Löwengrube, David und Jonathan).

## Filmografie
- 2006: Schöner Leben (Regie: Markus Herling)
- 2007: Receptacle – Hoffnung ist käuflich (Regie: Christian Hempel)
- 2009: Blind (Regie: Janosch Orlowski)